# جیمی شریدن
جیمز پاتریک "جیمی" شریدن (انگلیسی: James Patrick "Jamey" Sheridan؛ زادهٔ ۱۲ ژوئیهٔ ۱۹۵۱) یک هنرپیشه اهل ایالات متحده آمریکا است. وی از سال ۱۹۸۱ میلادی تاکنون مشغول فعالیت بوده‌است.

## فیلم‌شناسی
- طوفان یخ (۱۹۹۷)
- نظم و قانون: قصد جنایی
- گهواره خواهد جنبید
- بگذار شیطان سیاه بپوشد
- مقدسین بیابان
- تغییر سریع